# Amaretto
Amaretto és una beguda alcohòlica destil·lada italiana amb gust d'ametlles dolces.Està fet a base de pinyols d'albercoc o ametlla, o de vegades dels dos.

## Origen
Amaretto és el diminutiu d'amaro (amargant), ja que en principi es feia d'ametlles amargants encara que actualment l'amargor està disminuïda per ametlles dolces.

## Marques

### Disaronno Originale
Disaronno Originale té un grau alcohòlic del 28%. No conté ametlles sinó una infusió d'oli de pinyols d'albercoc, sucre cremat i disset herbes i fruits. Originalment la marca es deia "Amaretto di Saronno Originale".

### Lazzaroni Amaretto
Lazzaroni Amaretto té un 24% d'alcohol.

### Usos
- L'Amaretto s'afegeix a les postres incloent els gelats i complementa el Tiramisu.
- Saboritza receptes de carn i pollastre.
- En còctels.